# Sergiu Costin
Sergiu Ioan Viorel Costin (Bistrița, 21 novembre 1978) è un ex calciatore rumeno, di ruolo difensore o centrocampista.

## Caratteristiche tecniche
È un difensore centrale o mediano.

## Carriera

### Club
Dopo aver trascorso alcuni anni in prestito, nel 2007 viene integrato nella rosa dell'Oțelul Galați.

## Palmarès

### Club

#### Competizioni nazionali
- Campionato rumeno: 1

Oțelul Galați: 2010-2011
- Supercoppa di Romania: 1

Oțelul Galați: 2011